# ماران (مقاطعة فارياب)
ماران (بالفارسية: ماران) هي قرية تقع في البلدة المركزية في إيران. يقدر عدد سكانها بـ 195 نسمة بحسب إحصاء 2016.